# Geranomyia taleola
Geranomyia taleola är en tvåvingeart som först beskrevs av Alexander 1974.  Geranomyia taleola ingår i släktet Geranomyia och familjen småharkrankar.
Artens utbredningsområde är Nigeria. Inga underarter finns listade i Catalogue of Life.